# Tråddragsdammen
Tråddragsdammen är en våtmark genomfluten av Österån, tidigare sjö i Vaggeryds kommun i Småland och ingår i Lagans huvudavrinningsområde.